# Pedicularis cenisia
La pedicolare del Moncenisio (nome scientifico Pedicularis cenisia Gaudin, 1829)  è una pianta parassita appartenente alla famiglia delle Orobanchaceae.

## Etimologia
Il nome generico (Pedicularis) deriva da un termine latino che significa "pidocchio" e si riferisce alla convinzione che queste piante infestino di pidocchi il bestiame al pascolo; altri giustificano l'etimologia del nome del genere all'opposto, ossia in quanto si pensa che queste piante liberino la testa dai pidocchi. L'epiteto specifico (cenisia) deriva dal monte Moncenisio (possibile luogo del primo ritrovamento di questa specie).
Il binomio scientifico di questa pianta è stato proposto dall'insegnante, pastore e botanico svizzero Jean François Aimée Gottlieb Philippe Gaudin (1766-1833) nella pubblicazione "Flora Helvetica: sive, Historia stirpium hucusque cognitarum in Helvetia et in tractibus counterminis aut sponte nascentium aut in hominis animaliumque usus vulgo cultarum continuata. - 4: 132." del 1829.

## Descrizione

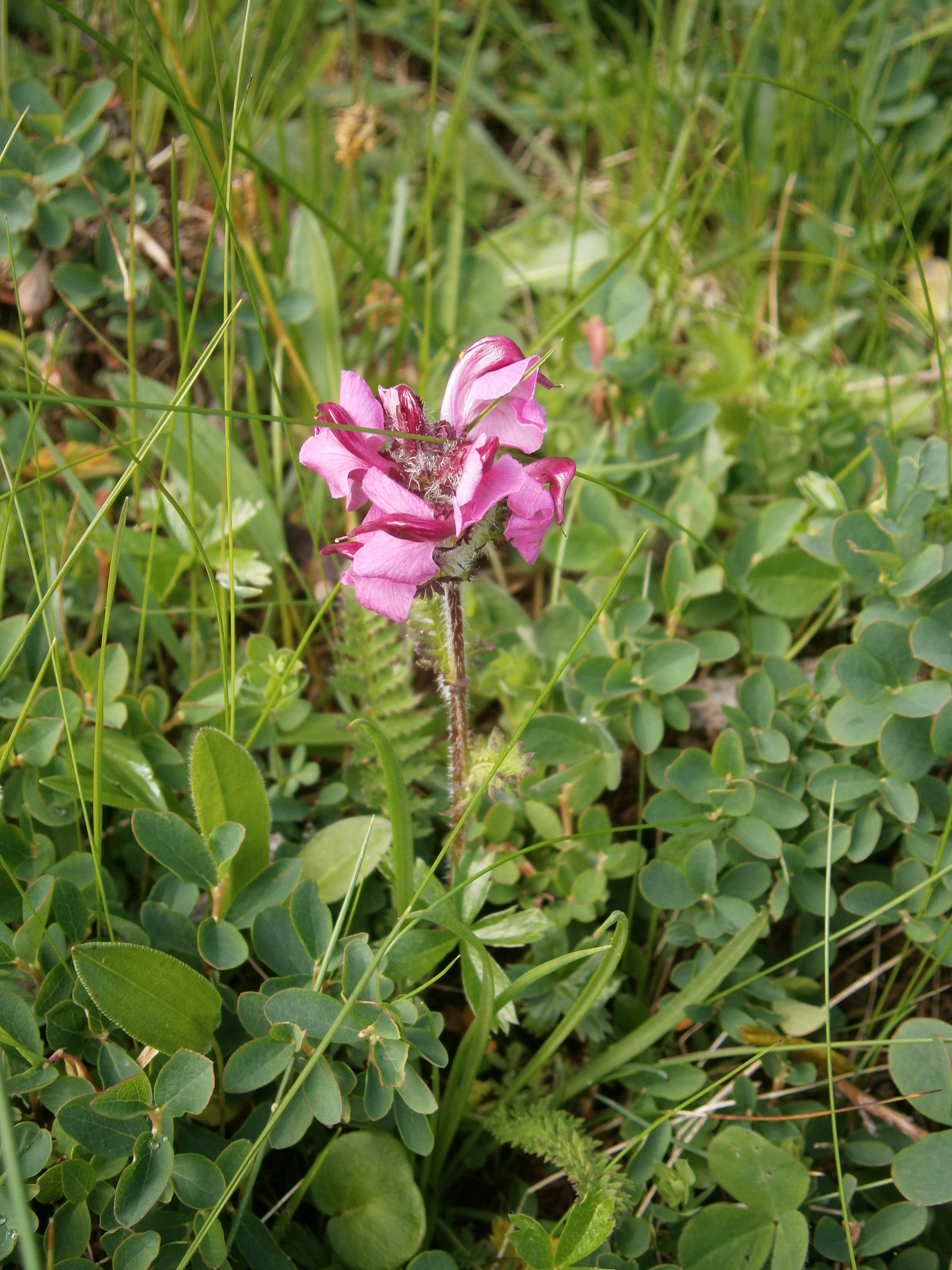
Il portamento

Queste piante sono alte da 15 a 25 cm. La forma biologica è emicriptofita rosulata (H ros), ossia in generale sono piante erbacee, a ciclo biologico perenne, con gemme svernanti al livello del suolo e protette dalla lettiera o dalla neve e hanno le foglie disposte a formare una rosetta basale. Sono piante parassite: le radici mostrano organi specifici per nutrirsi della linfa di altre piante.

### Radici
Le radici sono grosse e carnose e si distribuiscono a raggiera cercando di raggiungere le radici di altre piante per succhiarne la linfa.

### Fusto
La parte aerea del fusto è ascendente; la superficie è ricoperta da una lanosità biancastra.

### Foglie
Le foglie hanno un contorno lineare-lanceolato a forma pennatosetta (due volte pennate) con segmenti profondamente dentati. La superficie è subglabra. I piccioli delle foglie basali sono villosi. Le foglie sono principalmente basali, quelle cauline sono assenti o al massimo 2. Lunghezza delle foglie: 3 – 6 cm.

### Infiorescenza
Le infiorescenze sono delle brevi spighe capituliforme con fiori subsessili. Alla base di ogni fiore sono presenti delle brattee lanose.

### Fiore
I fiori sono ermafroditi, zigomorfi (del tipo bilabiato), tetrameri, ossia con quattro verticilli (calice – corolla - androceo – gineceo) e pentameri (la corolla e il calice sono a 5 parti).
- Formula fiorale: per questa pianta viene indicata la seguente formula fiorale:

X, K (5), [C (2+3), A 2+2], G (2), (supero), capsula
- Calice:il calice è gamosepalo con cinque denti diseguali (la base del calice è un tubo campanulato) e con superficie villosa; i denti del calice sono crenati e lobati e sono lunghi quanto la parte tubolare. La lunghezza del tubo del calice (7 – 10 mm) è più o meno simile alla lunghezza del tubo corollino.
- Corolla: la corolla, a forma più o meno cilindrica, è gamopetala bilabiata a fauci aperte; il labbro superiore della corolla è più o meno falcato e termina in un becco allungato sottile; quello inferiore è patente con tre lobi ottusi e con superficie glabra. Il colore della corolla è roseo con il labbro superiore purpureo-violaceo. Lunghezza della corolla: 21 – 23 mm. Lunghezza del becco: 5 mm.
- Androceo: l'androceo possiede quattro stami didinami (due grandi e due piccoli). I filamenti sono inseriti più o meno alla base della corolla. Le antere, dissimulate sotto il cappuccio del labbro superiore sono strettamente unite da una fitta peluria. La maturazione del polline è contemporanea allo stigma.[10]
- Gineceo: l'ovario è supero formato da due carpelli ed è biloculare. Lo stilo inserito all'apice dell'ovario è del tipo filiforme; lo stigma è semplice ed è protruso oltre il cappuccio della corolla in modo da evitare l'auto-impollinazione.[10]
- Fioritura: da giugno a luglio (agosto).

### Frutti
Il frutto è una capsula loculicida bivalve a forma compresso-globosa (a maturità è più lunga del calice di 2 – 3 mm). I semi sono pochi a forma angolosa.

## Riproduzione
- Impollinazione: l'impollinazione avviene tramite insetti (impollinazione entomogama).
- Riproduzione: la fecondazione avviene fondamentalmente tramite l'impollinazione dei fiori (vedi sopra).
- Dispersione: i semi cadendo a terra sono dispersi soprattutto da insetti tipo formiche (disseminazione mirmecoria).

## Distribuzione e habitat

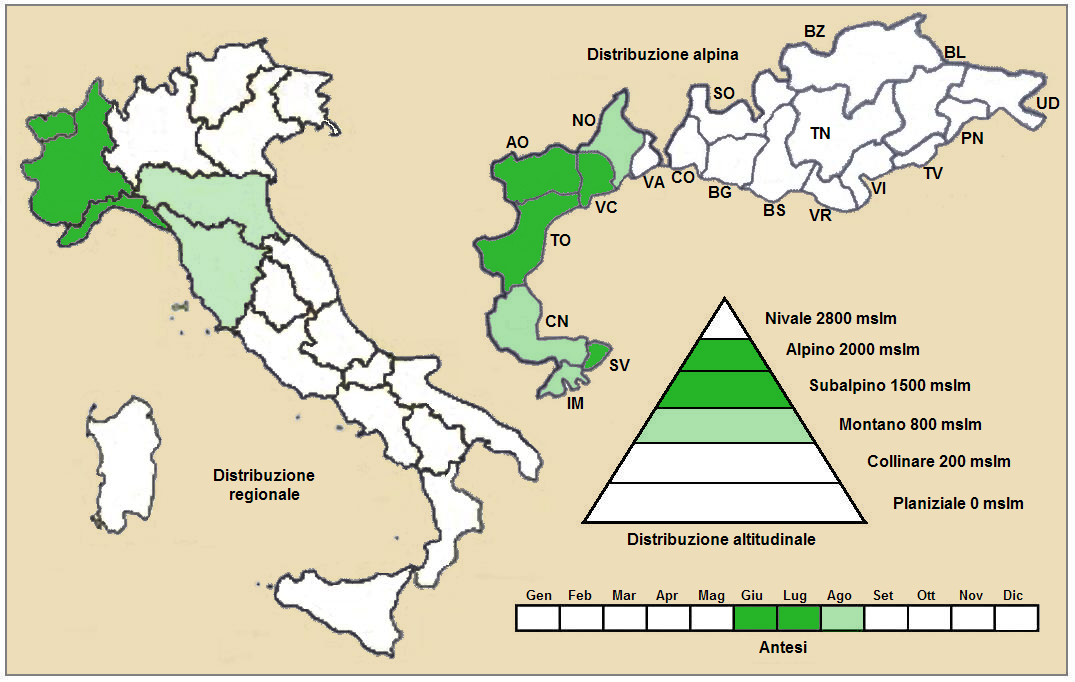
Distribuzione della pianta
(Distribuzione regionale – Distribuzione alpina)

- Geoelemento: il tipo corologico (area di origine) è Sub-Endemico, o anche Ovest-Alpico / Appenninico.
- Distribuzione: in Italia è una specie molto rara e si trova nelle Alpi Occidentali e Appennino Settentrionale. Nelle Alpi occupa la parte occidentale. Fuori dall'Italia, sempre nelle Alpi, questa specie si trova in Francia (dipartimenti di Alpes-de-Haute-Provence, Hautes-Alpes, Savoia e Alta Savoia).[12]
- Habitat: l'habitat tipico per questa pianta sono i pascoli aridi e rocciosi. Il substrato preferito è calcareo ma anche siliceo con pH neutro, bassi valori nutrizionali del terreno che deve essere umido.[12]
- Distribuzione altitudinale: sui rilievi queste piante si possono trovare da 700 fino a 2500 m s.l.m.; frequentano quindi i seguenti piani vegetazionali: subalpino, alpino e in parte quello montano.

### Fitosociologia
Dal punto di vista fitosociologico Pedicularis cenisia appartiene alla seguente comunità vegetale:
Formazione: delle comunità delle praterie rase dei piani subalpino e alpino con dominanza di emicriptofite
Classe: Elyno-Seslerietea variae

## Tassonomia
La famiglia di appartenenza della specie (Orobanchaceae) comprende soprattutto piante erbacee perenni e annuali semiparassite (ossia contengono ancora clorofilla a parte qualche genere completamente parassita) con uno o più austori connessi alle radici ospiti. È una famiglia abbastanza numerosa con circa 60 - 90 generi e oltre 1700 - 2000 specie (il numero dei generi e delle specie dipende dai vari metodi di classificazione) distribuiti in tutti i continenti. Il genere Pedicularis comprende 400-500 specie (il genere più numeroso della famiglia con distribuzione quasi cosmopolita - manca in Africa e Australia) delle quali 23 sono presenti nella flora spontanea italiana.

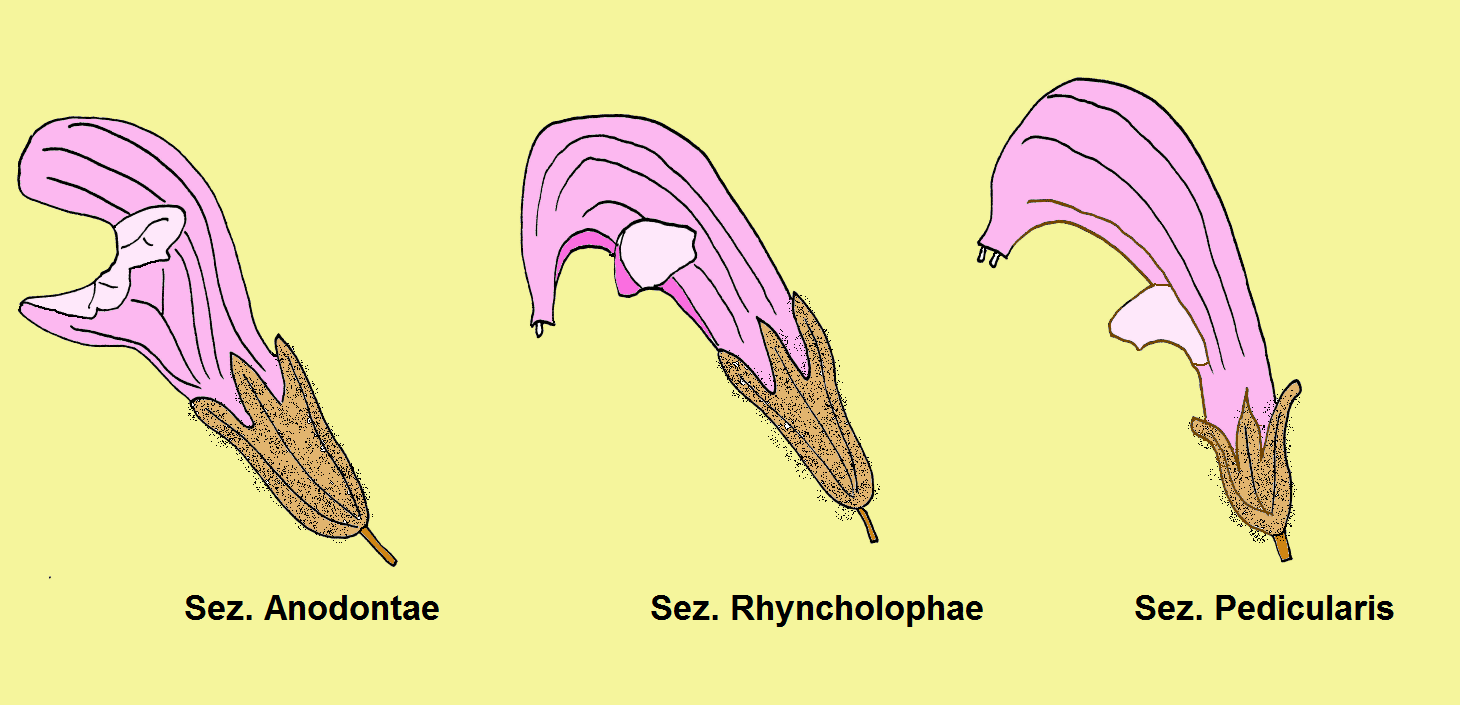
Le tre sezioni del genere

La classificazione del genere è difficile in quanto la forma del fiore è molto simile tra specie e specie; inoltre il colore della corolla nel secco è indistinguibile. Pignatti nella "Flora d'Italia" divide le specie spontanee della flora italiana in tre gruppi in base alla forma del labbro superiore (vedi il disegno):
- Sez. Anodontae: l'apice del labbro superiore della corolla è arrotondato (né rostrato e né dentato).
- Sez. Rhyncholophae: il labbro superiore della corolla è più o meno falcato e termina in un becco allungato.
- Sez. Pedicularis: il labbro superiore della corolla è provvisto di due dentini sotto la parte falcata.

La specie P. cenisia appartiene alla sez. Rhyncholophae.

### Filogenesi
Secondo una recente ricerca di tipo filogenetico la famiglia Orobanchaceae è composta da 6 cladi principali nidificati uno all'interno dell'altro. Il genere Pedicularis si trova nel quarto clade (relativo alla tribù Pedicularideae). All'interno della tribù il genere è in posizione "gruppo fratello" al resto dei generi della tribù.

## Altre notizie
La pedicolare del Moncenisio in altre lingue è chiamata nei seguenti modi:
- (DE)  Mont-Cenis Läusekraut
- (FR)  Pédiculaire du Mont Cenis